# Adrenalina (banda)
Adrenalina es una banda de rock salvadoreña originaria de San Salvador formada en 1992. Está compuesta actualmente por Carlos Galicia como voz principal, Moisés Anaya y Carlos Walter como guitarristas, Aaron Sztarkman como bajista y Hugo Fajardo como baterista.  
La banda es reconocida por su éxito de 1998 "Maldita".

## Historia
La banda se formó el 24 de julio de 1992 por Carlos Walter en la guitarra, Javier en la batería y Aaron Sztarkman en el bajo. La banda negoció su primer concierto en La Luna, teniendo que elegir un nombre para la banda, escogiendo el nombre Adrenalina por el recién lanzado álbum de Def Leppard Adrenalize. En dichos conciertos Carlos Chinchilla cantaba con la banda. Meses más tarde, Moisés Anaya ingresó a la agrupación como guitarrista. Luego conocerían a Keith, quien sería cantante del grupo por un tiempo y con el cual escribieron e interpretaron varios temas que nunca fueron grabados. 
A finales de 1993 se unió al grupo Hugo Fajardo en la batería en lugar de Javier; Leo López en la voz y Raúl Lara en el bajo. En 1994 grabaron su primer álbum titulado Mi Ciudad con algunas canciones escritas con Keith. Leo López se separa a finales de 1995 de la grupación. 
Luego de la separación de Lara, Carlos Galicia, exintegrante de Saga, ingresa a la banda para hacer la voz principal, e iniciarion la grabación de su segundo álbum Ni un Pelo de Inocente en 1996 en los estudios de Primera Generación Records, Guatemala. En 1996, bajo la dirección de Víctor Alfredo graban el video musical de "Maldita". El 31 de enero de 1997 el video musical de la canción fue escogido para ser transmitido en el programa de MTV Latino Subterránica, convirtiéndose en la primera agrupación de El Salvador en tener un video en MTV Latino. El éxito rotundo de "Maldita" produjo los recursos necesarios para la publicación de su segundo álbum de 1998. Luego publican su primer álbum recopilatorio en Guatemala titulado SA de CV (Sociedad Anónima de Corazón Variable).
A finales de 1998 publicaron en conjunto con la banda Broncco su tercer álbum de estudio llamado Kaleidoscopio incluyendo el tema propio "Mamassita" y "Sueño" de Broncco. 
En el año 2000 sacaron a Carlos Galicia y Raúl Lara salió de la banda mientras empezaban a componer su cuarta producción. Para ello, buscaron a Davidsito para que hiciera la voz principal. A mediados de 2001 su cuarto álbum de estudio Vámonos Juntos fue publicado, pero no lograron el éxito de sus anteriores producciones discográficas, pudiendo tocar únicamente en La Luna, siendo este su último concierto oficial antes de que la banda se disolviera. 
En 2016 se reunirían nuevamente para grabar su quinto álbum de estudio El Nues que fue lanzado en 2017. A finales de ese mismo año publicaron su segundo álbum recopilatorio titulado Sólo Monazos.

## Influencia musical
Entre los artistas preferidos de la banda se encuentran Def Leppard, Broncco, The Doors, Jimi Hendrix, Eric Clapton, The Police, U2 y Tesla.

## Formación
Miembros actuales
- Carlos Galicia: voz principal  (1996-2000, 2016-presente)
- Moisés Anaya: guitarra (1992-actualidad)
- Carlos Walter: guitarra  (1992-actualidad)
- Aaron Sztarkman: bajo (1992-actualidad)
- Hugo Fajardo: batería (1993-actualidad)

Miembros antiguos
- Javier  (1992-1993)
- Leo López  (1993-1995)
- Raúl Lara: guitarra  (1993-2000)

## Discografía
| Álbumes de estudio - 1994: Mi ciudad - 1998: Ni un Pelo de Inocente - 1998: Kaleidoscopio - 2001: Vámonos Juntos - 2017: El Nues Álbumes recopilatorios - 1998: SA de CV (Sociedad Anónima de Corazón Variable) - 2017: Sólo Monazos Extended Plays - 2018: El Segundo Round (En Vivo Desde Scenarium) - 2018: Lo Que Es, Vol. 1 - 2018: Lo Que Es, Vol. 2 | Canciones notables y sencillos - 1996: "Maldita" - 1997: "Oscuridad" - 1997: "HIV" - 1998: "La Bacha" - 1998: "Centroamérica" - 1998: "Mamassita" - 2001: "Ausencia" - 2001: "Bola$" - 2016: "Maldita" (Versión Electrónica) - 2017: "Verde" - 2017: "Jugo de Piña" - 2018: "Es Todo Legal 2" - 2018: "Chicas" - 2019: "El alacrán" |